# Malojapass
Der Malojapass (italienisch Passo del Maloggia, rätoromanisch Pass da Malögiaⓘ) ist ein 1812 m ü. M. hoch gelegener Schweizer Alpenpass, der innerhalb des Kantons Graubünden das Bergell mit dem Engadin verbindet und die Albula- von den Bernina-Alpen trennt. Er liegt auf der Wasserscheide zwischen Donau und Po, die wenig nordwestlich beim Pass Lunghin von der Europäischen Hauptwasserscheide (Rhein) abzweigt. Die Passstrasse ist ein Teil der Hauptstrasse 3, deren Scheitelpunkt etwas südlich noch innerhalb des Dorfs Maloja der Gemeinde Bregaglia auf 1815 m ü. M. liegt.

## Geschichte

### Übergang

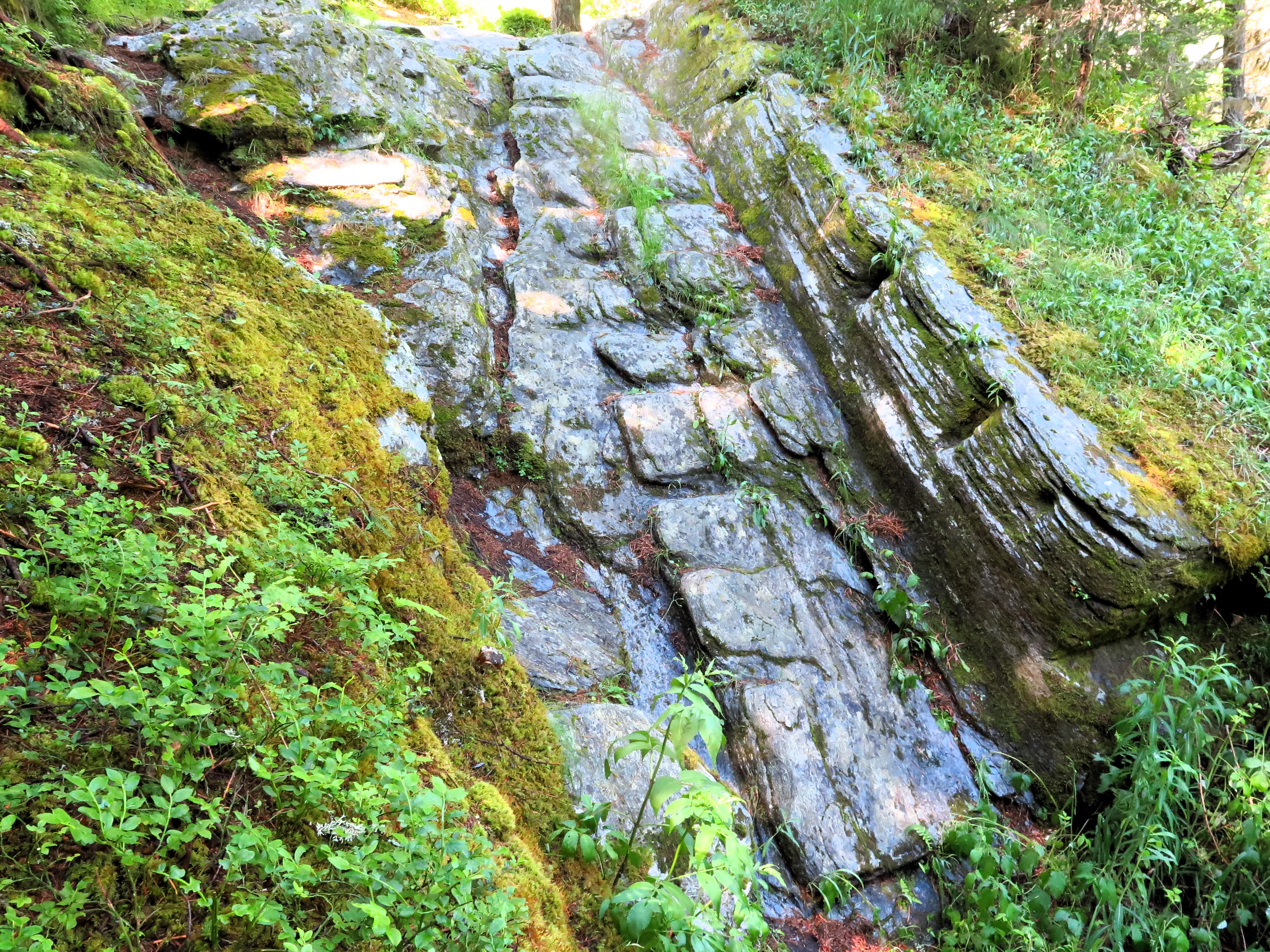
Karrengeleise am Malögin, unterer Teil

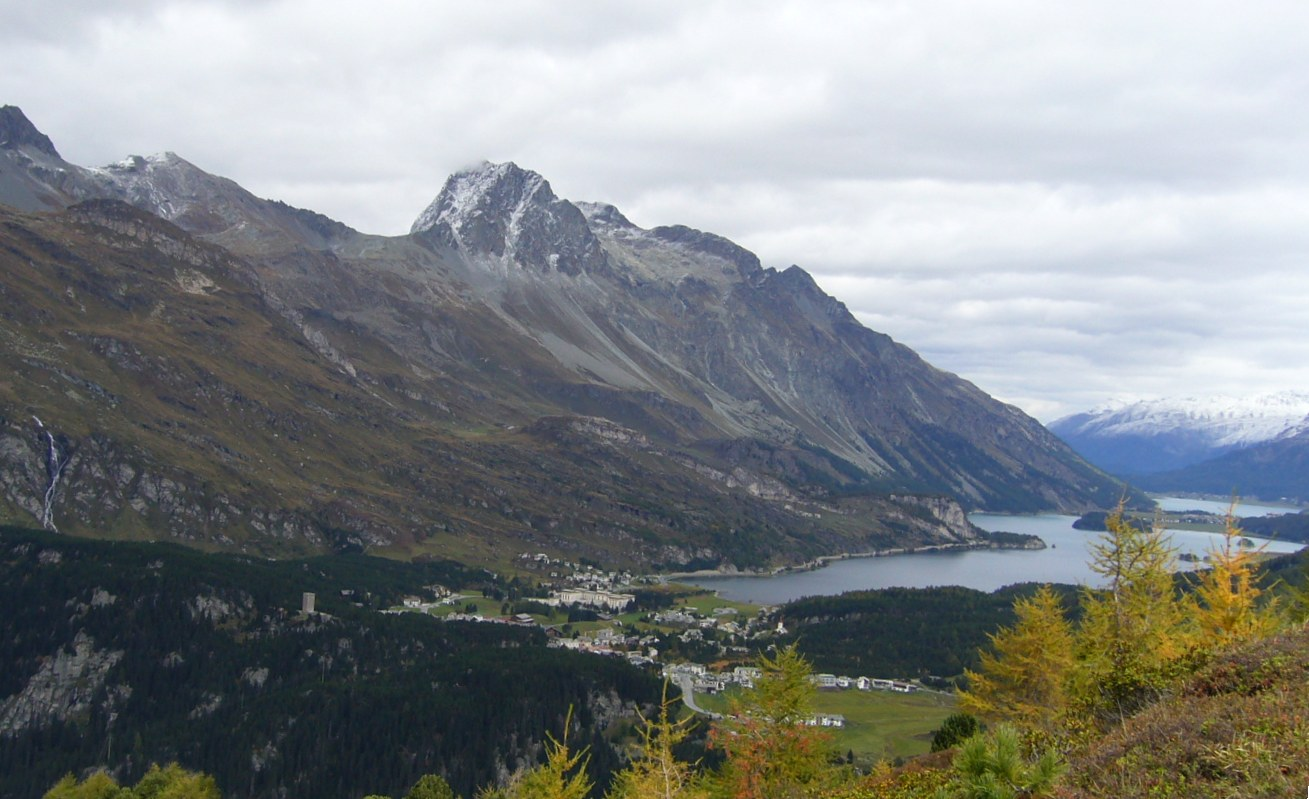
Malojapass mit steiler Südrampe (vorne links) und flacher Nordseite

Eine Aufnahme von 1906

Schon in früher Vergangenheit hatte der Malojapass eine grosse Bedeutung für den Verkehr, dies hat bis heute nicht nachgelassen. Das Besondere an diesem Alpenpass ist, dass er auf seiner Nordseite sehr flach ist, nach Süden hingegen aber steil und abrupt ins Bergell abfällt. Vom italienischen Chiavenna nach Maloja steigt der Passweg auf 32 km um 1482 m an. Auf den nächsten 49 km nach Nordosten bis Zernez beträgt der Höhenunterschied dagegen nur 343 m. Daraus ergeben sich vielfältige Besonderheiten, so auch die als Malojawind bezeichneten Wind- und Wolkenphänomene.
Diese Eigenart des Passes hat seine Ursachen in der naturhistorischen Geschichte des Malojagebietes. Das Engadiner Inntal reichte noch vor einigen Hunderttausend Jahren viel weiter südwestlich, und die obersten Seitentäler des heutigen Bergell waren die Quelltäler des Inn. Auf der anderen, südlichen Seite des Alpenhauptkammes erodierte die wesentlich gefällestärkere Mera ein immer tiefer werdendes Tal zum Comer See und zur Adria hin. Die Verläufe der Mera, der Albigna und der Orlegna, deren Fliessrichtung sich um bis zu 180° nach Südwesten wenden, weisen darauf hin, dass diese Gewässer durch rückschreitende Erosion der Mera umgelenkt worden sind. So besteht kein Zweifel, dass das Val Duana und das Val Maroz früher den Oberlauf des Inns darstellten. Der Name des Passes geht auf die Sprache der Hirten aus dem benachbarten Veltlin zurück, die ihn Maloggia nannten, dies bedeutet so viel wie Erlenwäldchen. Im einheimischen Rätoromanisch wird der Pass Malögia genannt.

### Wege
Die Römer waren es, die einen ersten Saumweg über den Maloja anlegten, der bald wieder verfiel. Ob dieser Saumweg bereits für Karren befahrbar war, ist heute umstritten. Falls er dies anfangs noch nicht war, so ist es aber doch für die Spätantike anzunehmen. Auf dem Malögin, dem alten Malojapassweg, finden sich an zwei Stellen in den Fels eingehauene Karrengeleise. Deren Alter ist allerdings ungeklärt. Das Mittelalter hindurch war der Maloja zwar begangen, aber unbedeutend. Dennoch soll es, wohl im Spätmittelalter, zu einem Wegebau gekommen sein. Vermutlich handelt es sich dabei um eine Wiederinstandsetzung der alten Römerstrasse, denn der Maloja war wohl kaum mehr als eine Ersatzroute für den Septimer.
Erst im 16. Jahrhundert gewann der Maloja wieder an Bedeutung, und erst 1776 wurde eine kleine Strasse erbaut. In den Jahren 1827 bis 1839 entstand eine moderne Kunststrasse, die von Richard La Nicca konstruiert wurde, mit 22 Kurven, davon 13 Spitzkehren, auf dessen Westrampe. 1840 begann man mit dem Bau der Fortsetzung der modernen Malojastrasse, die bis dahin in Casaccia endete. Es sollte noch bis 1859 dauern, bis diese bis Italien führte. Die Strasse wurde gut vom Verkehr angenommen; am Ende des 19. Jahrhunderts wurden monatlich bis zu 12'000 Pferde gezählt, die den Pass passierten. Ab 1846 gab es einen Postkurs zwischen Samedan und Chiavenna, der regelmässig zweimal in der Woche verkehrte. Eine Pferdekutsche versah anfangs diesen Dienst und wurde 1922 durch einen ‚PTT-Alpenwagen‘ ersetzt. Dieser Alpenwagen der PTT, der Schweizer Post, ein 40 PS starker Saurer, musste noch einige Zeit auf dem damals noch üblichen Naturbelag fahren, bis 1934 die Kantonsstrasse asphaltiert wurde. 1957 wurde sie umfangreich modernisiert.

### Verkehrsprojekte

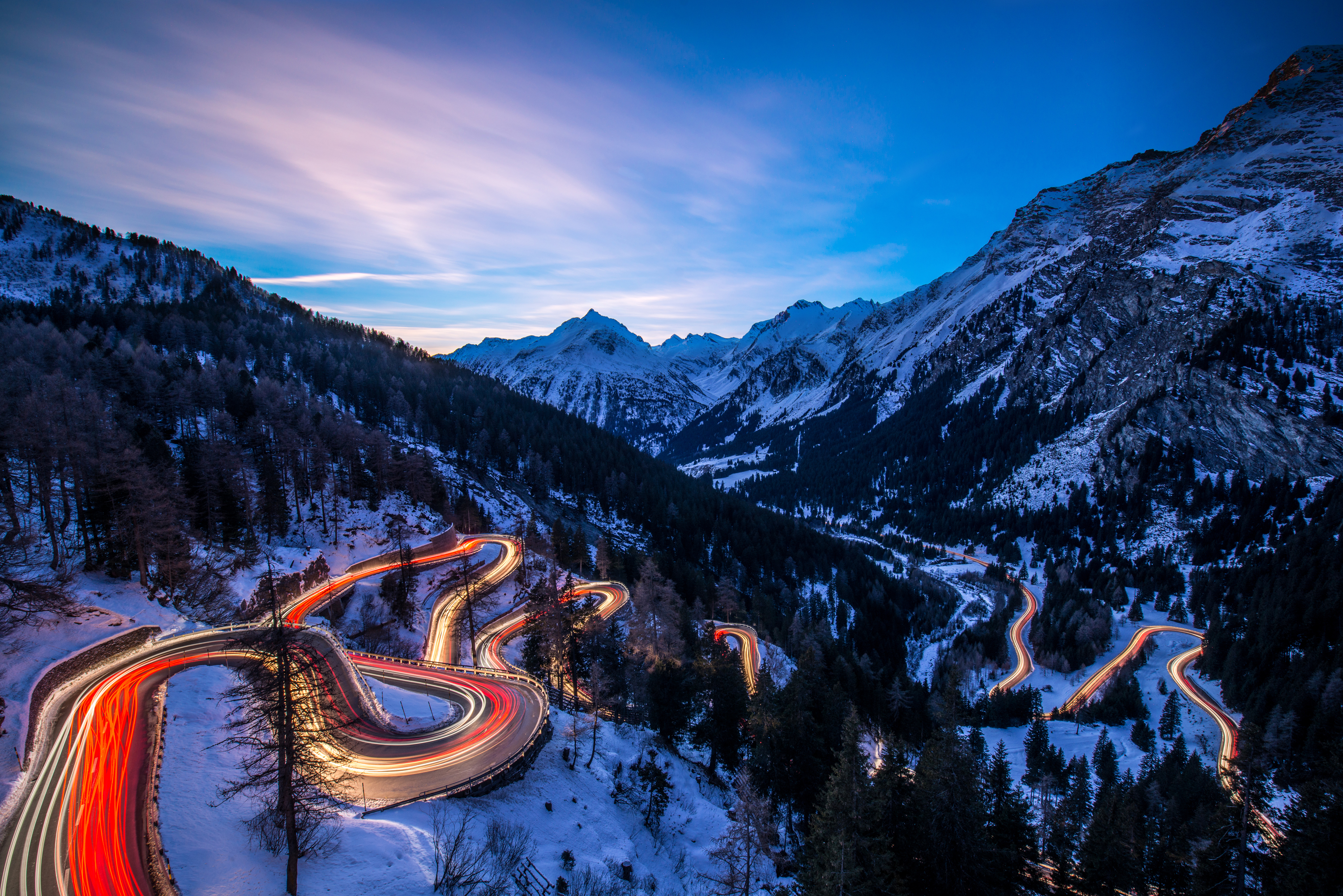
Die letzten Serpentinen der Malojapassstrasse (Südseite)

Malojastrasse, historisches Luftbild von Werner Friedli (1947)

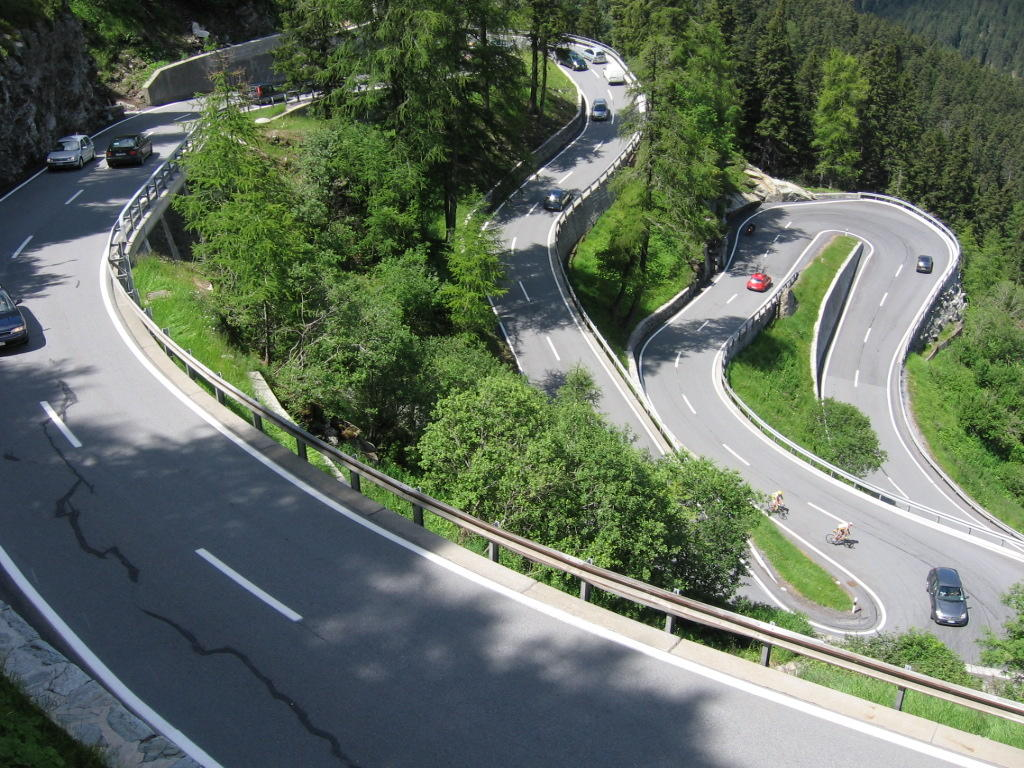
Die letzten Serpentinen der Malojapassstrasse

Ein erstes Projekt entstammt dem frühen 18. Jahrhundert und betraf einen Alpenquerkanal Mailand-Innsbruck, der der Schifffahrt zwischen Po und Donau dienen sollte (siehe auch Schifffahrtskanalprojekte in den Alpen).
Gegen Ende des 19. Jahrhunderts gab es Pläne für eine Bahnlinie über den Malojapass. Willem Jan Holsboer, führende Persönlichkeit beim Aufbau des Kur- und Fremdenverkehrszentrums Davos und Initiator der 1890 eröffneten Bahnstrecke Landquart–Davos Platz, stellte am 25. Januar 1889 das Gesuch für die Konzessionierung einer Fortsetzung der Linie Landquart–Davos mit einem Scaletta-Tunnel nach Samedan, mit der Absicht einer Weiterführung über den Malojapass nach Chiavenna für den Fall, dass eine bereits an eine andere Firma erteilte Konzession nicht fristgerecht umgesetzt würde, was sich bereits abzeichnete. Die Bundesversammlung erteilte die Konzession am 27. Juni 1889 gemäss Entwurf des Bundesrates vom 21. Juni desselben Jahres. Später entschied man sich aber für die Realisierung der Albulabahn anstelle der Scalettabahn. Am 15. Oktober 1897 erhielt das Albulabahnkomitee auch die Konzession für die Linie von Samedan über Maloja nach Castasegna. Mit Bundesbeschluss vom 17. Dezember 1898 wurde die Konzession an die Rhätische Bahn übertragen, aber das Projekt wurde in der Folge nicht realisiert.
Im Auftrag von Adolf Guyer-Zeller, Verwaltungsratspräsident der Schweizerischen Nordostbahn (NOB), wurden 1898 Studien für eine normalspurige Engadin-Orient-Bahn erstellt, welche von Chur durch einen Albula- und einen Ofenbergtunnel ins Münstertal führen und damit die schnellste Verbindung von Westeuropa nach der Hafenstadt Triest herstellen sollte. Teil der Planung war auch eine Verbindung vom Engadin über den Maloja nach Chiavenna; dadurch erhoffte man sich eine Vergrösserung des Einzugsgebietes der Bahn.

## Distanzen und Höhen der Strasse Chiavenna-Silvaplana
- 0 km Chiavenna 325 m ü. M.
- 10 km Castasegna (schweizerisch-italienische Grenze) 696 m ü. M.
- 13 km Promontogno 802 m ü. M.
- 16 km Stampa 994 m ü. M.
- 18 km Borgonovo 1029 m ü. M.
- 19 km Vicosoprano 1065 m ü. M.
- 27 km Casaccia 1458 m ü. M.
- 32 km Malojapass 1815 m ü. M.
- 33 km Maloja (Dorf) 1809 m ü. M.
- 40 km Sils im Engadin/Segl 1798 m ü. M.
- 44 km Silvaplana 1802 m ü. M.